# Filmografia di Quentin Tarantino

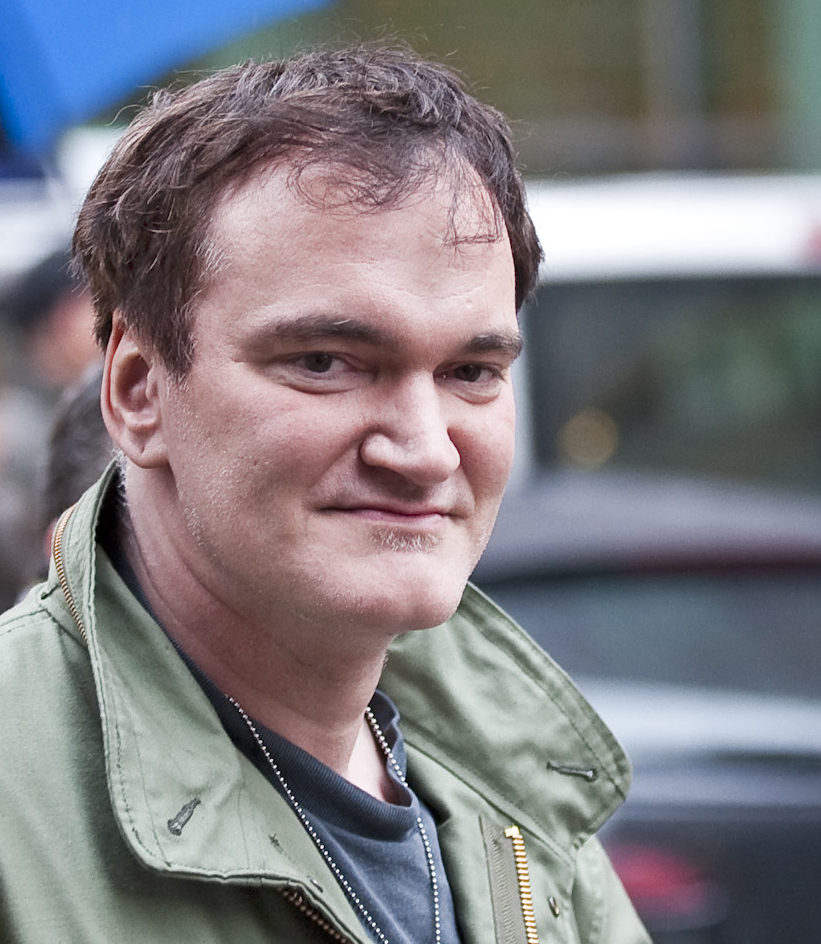
Quentin Tarantino al Festival internazionale del cinema di Berlino 2009

La filmografia di Quentin Tarantino, regista, produttore cinematografico, sceneggiatore e attore statunitense, comprende undici film da regista, diciassette come sceneggiatore e numerosi cameo.
Tarantino ha iniziato la sua carriera alla fine degli anni '80 scrivendo, dirigendo e interpretando il film in bianco e nero My Best Friend's Birthday, un cortometraggio amatoriale andato parzialmente perduto, che non è mai stato distribuito ufficialmente. Ha interpretato il cantante Elvis Presley in un piccolo ruolo della sitcom Cuori senza età, ed è apparso brevemente in Eddie Presley. Nel 1992, come regista indipendente, ha scritto diretto e interpretato il thriller poliziesco Le iene, la storia di cinque sconosciuti che vengono radunati per una rapina in gioielleria. Il lungometraggio si è rivelato essere il film di spicco per Tarantino, portando il periodico Empire a definirlo «il più grande film indipendente di tutti i tempi». La sua sceneggiatura per Una vita al massimo di Tony Scott gli è valsa una candidatura per il Saturn Award per la migliore sceneggiatura 1994.
Nel 1994, Tarantino ha scritto e diretto la commedia neo-noir Pulp Fiction, un grande successo commerciale e di critica. Citato dai media come film caratteristico della moderna Hollywood, il film ha fatto guadagnare a Tarantino un Oscar alla migliore sceneggiatura originale e una candidatura come miglior regista. Sempre nel 1994, Tarantino è stato produttore esecutivo di Killing Zoe e ha scritto altri due film. L'anno seguente, Tarantino ha diretto L'uomo di Hollywood, uno dei quattro segmenti del film antologico Four Rooms, e un episodio di E.R. - Medici in prima linea, intitolato Maternità. Ha scritto Dal tramonto all'alba di Robert Rodriguez – una delle tante collaborazioni tra loro – diventato un cult dai numerosi sequel, dove i due sono stati produttori esecutivi. Le sue iniziative seguenti come regista, Jackie Brown e Kill Bill (diviso in Kill Bill: Volume 1 e Kill Bill: Volume 2) sono state entrambe acclamate dalla critica.
La regia di Tarantino di Sepolto vivo, un episodio di CSI - Scena del crimine, gli è valsa una candidatura al Primetime Emmy Award come miglior regista. Ha diretto una scena in Sin City di Frank Miller e Robert Rodriguez. Tarantino e Rodriguez hanno successivamente collaborato al doppio film Grindhouse; ha diretto il segmento Grindhouse - A prova di morte. Successivamente ha scritto e diretto il film di guerra Bastardi senza gloria, un racconto immaginario ambientato durante la seconda guerra mondiale. Il film, un successo di critica e pubblico, gli è valso due candidature ai Premi Oscar 2010, uno come miglior regista e uno alla migliore sceneggiatura originale. Il suo più grande successo commerciale è arrivato nel 2012 con il film western Django Unchained, guadagnando 425400000 $ in tutto il mondo; gli è valso anche un altro premio Oscar per la migliore sceneggiatura originale. Ha quindi scritto e diretto tre anni dopo un altro film western di successo, The Hateful Eight, la cui sceneggiatura gli è valsa la candidatura per un Premio BAFTA e un Golden Globe. Nel 2019 è invece la volta del nono lungometraggio C'era una volta a... Hollywood, accolto positivamente dalla critica e accompagnato da un grande successo commerciale diventando il suo secondo film di maggior incasso dopo Django Unchained. Il film gli è valso 2 candidature ai Premi Oscar 2020, per la miglior regia e la miglior sceneggiatura originale, ed un Golden Globe alla miglior sceneggiatura.

## Regista

### Cinema
- Le iene (Reservoir Dogs) (1992)
- Pulp Fiction (1994)
- L'uomo di Hollywood (The Man from Hollywood), episodio di Four Rooms (1995)
- Jackie Brown (1997)
- Kill Bill: Volume 1 (2003)
- Kill Bill: Volume 2 (2004)
- Grindhouse - A prova di morte (Death Proof) (2007)
- Bastardi senza gloria (Inglourious Basterds) (2009)
- Django Unchained (2012)
- The Hateful Eight (2015)
- C'era una volta a... Hollywood (Once Upon a Time in Hollywood) (2019)

### Televisione
- E.R. - Medici in prima linea - serie TV, episodio 1x24 (1995)
- CSI - Scena del crimine - serie TV, episodio 5x24-5x25 (2005)

## Sceneggiatore

### Cinema
- My Best Friend's Birthday, regia di Quentin Tarantino
- Le iene (Reservoir Dogs), regia di Quentin Tarantino (1992)
- Una vita al massimo (True Romance),  regia di Tony Scott (1993)
- Assassini nati - Natural Born Killers (Natural Born Killers), regia di Oliver Stone (1994)
- Pulp Fiction, regia di Quentin Tarantino (1994)
- Dance Me to the End of Love, regia di Aaron A. Goffman (1995)
- L'uomo di Hollywood (The Man from Hollywood), episodio di Four Rooms, regia di Quentin Tarantino (1995)
- Dal tramonto all'alba (From Dusk Till Dawn), regia di Robert Rodriguez (1996)
- Jackie Brown, regia di Quentin Tarantino (1997)
- Kill Bill: Volume 1, regia di Quentin Tarantino (2003)
- Kill Bill: Volume 2, regia di Quentin Tarantino (2004)
- Grindhouse - A prova di morte (Death Proof), regia di Quentin Tarantino (2007)
- Bastardi senza gloria (Inglorious Bastards), regia di Quentin Tarantino (2009)
- Django Unchained, regia di Quentin Tarantino (2012)
- The Hateful Eight, regia di Quentin Tarantino (2015)
- C'era una volta a... Hollywood (Once Upon a Time in Hollywood), regia di Quentin Tarantino (2019)

#### Sceneggiature non accreditate
- Le mani della notte (Past Midnight), regia di Jan Eliasberg (1991)
- It's Pat, regia di Adam Bernstein (1994)
- Allarme Rosso (Crimson Tide), regia di Tony Scott (1995)
- The Rock, regia di Michael Bay (1996)
- Hostel, regia di Eli Roth (2005)

### Televisione
- E.R. - Medici in prima linea - serie TV, episodio 1x24 (1995)

## Attore
| Anno | Titolo                                                                       | Ruolo                                          | Note                                                  |
| ---- | ---------------------------------------------------------------------------- | ---------------------------------------------- | ----------------------------------------------------- |
| 1992 | Eddie Presley                                                                | Infermiere                                     | cameo                                                 |
| 1992 | Le iene (Reservoir Dogs)                                                     | Mr. Brown                                      |                                                       |
| 1994 | The Coriolis Effect                                                          | Panhandle Slim                                 | cortometraggio, cameo vocale                          |
| 1994 | Pulp Fiction                                                                 | Jimmie Dimmick                                 |                                                       |
| 1994 | Somebody to Love - Qualcuno da amare (Somebody to Love)                      | Barista                                        | cameo                                                 |
| 1994 | Il tuo amico nel mio letto (Sleep with Me)                                   | Sid                                            | cameo                                                 |
| 1995 | Dance Me to the End of Love                                                  | Sposo                                          | cortometraggio                                        |
| 1995 | Four Rooms                                                                   | Chester Rush                                   | episodio L'uomo di Hollywood (The Man from Hollywood) |
| 1995 | Desperado                                                                    | Autista                                        |                                                       |
| 1995 | Mister Destiny (Destiny Turns on the Radio)                                  | Johnny Destiny                                 |                                                       |
| 1996 | Dal tramonto all'alba (From Dusk till Dawn)                                  | Richie Gecko                                   |                                                       |
| 1996 | Girl 6 - Sesso in linea (Girl 6)                                             | Se stesso                                      | cameo                                                 |
| 1997 | Jackie Brown                                                                 | Voce segreteria                                | cameo vocale                                          |
| 2000 | Little Nicky - Un diavolo a Manhattan (Little Nicky)                         | Deacon                                         | cameo                                                 |
| 2003 | Kill Bill: Volume 1                                                          | Membro degli 88 folli                          | cameo                                                 |
| 2004 | Kill Bill: Volume 2                                                          | Se stesso                                      |                                                       |
| 2005 | I Muppet e il mago di Oz (The Muppets' Wizard of Oz)                         | Se stesso                                      | film per la televisione, cameo nella versione estesa  |
| 2007 | Grindhouse - A prova di morte (Death Proof)                                  | Warren il barista                              |                                                       |
| 2007 | Sukiyaki Western Django                                                      | Piringo                                        |                                                       |
| 2007 | Grindhouse - Planet Terror (Planet Terror)                                   | Soldato stupratore                             | cameo                                                 |
| 2007 | Le cronache dei morti viventi (Diary of the Dead)                            | Speaker notiziario                             | cameo vocale                                          |
| 2008 | Not Quite Hollywood: The Wild, Untold Story of Ozploitation!                 | Se stesso                                      | documentario                                          |
| 2009 | Bastardi senza gloria (Inglourious Basterds)                                 | Primo scalpo nazista                           | cameo                                                 |
| 2011 | Come ti vendo un film (POM Wonderful Presents: The Greatest Movie Ever Sold) | Se stesso                                      | documentario                                          |
| 2012 | Django Unchained                                                             | Frankie, uomo di LeQuint Dickey Mining Company | cameo                                                 |
| 2014 | Tutto può accadere a Broadway (She's Funny That Way)                         | Se stesso                                      | cameo                                                 |
| 2015 | The Hateful Eight                                                            | Narratore                                      | cameo vocale                                          |
| 2019 | C'era una volta a... Hollywood (Once Upon a Time in Hollywood)               | Regista pubblicità "Sigarette Red Apple"       | cameo vocale                                          |
| 2022 | Sergio Leone - L'italiano che inventò l'America                              | Se stesso                                      | Documentario                                          |
| 2023 | Sly                                                                          | Se stesso                                      | Documentario                                          |

## Produttore

### Produttore cinematografico
- Grindhouse - A prova di morte, regia di Quentin Tarantino (2007)
- Grindhouse - Planet Terror, regia di Robert Rodriguez (2007)
- Hell Ride, regia di Larry Bishop (2008)
- C'era una volta a... Hollywood, regia di Quentin Tarantino (2019)

### Produttore esecutivo
- Killing Zoe, regia di Roger Avary (1994)
- Four Rooms , regia di Quentin Tarantino, Robert Rodriguez, Allison Anders e Alexandre Rockwell (1995)
- Dal tramonto all'alba (From Dusk Till Dawn), regia di Robert Rodriguez (1995)
- Curdled - Una commedia pulp (Curdled), regia di Reb Braddock (1996)
- God Said, 'Ha!', regia di Julia Sweeney (1998)
- Dal tramonto all'alba 2 - Texas, sangue e denaro (From Dusk Till Dawn 2: Texas Blood Money), regia di Scott Spiegel (1999)
- Dal tramonto all'alba 3 - La figlia del boia (From Dusk Till Dawn 3: The Hangman's Daughter), regia di P.J. Pesce (2000)
- Hostel, regia di Eli Roth (2005)
- Daltry Calhoun, regia di Katrina Holden Bronson (2005)
- Freedom's Fury, regia di Colin K. Gray e Megan Raney (2006)
- Hostel: Part II, regia di Eli Roth (2007)

## Direttore della fotografia
- Grindhouse - A prova di morte (Death Proof), regia di Quentin Tarantino (2007)